# Mercedes-Benz W214
Mercedes-Benz W214 (eller Mercedes-Benz E-klass) är en personbil som den tyska biltillverkaren Mercedes-Benz introducerade i april 2023.
Versioner:
| Modell         | Årsmodell | Motor                      | Cylindervolym | Effekt | Bränslesystem                      | Anm.        |
| -------------- | --------- | -------------------------- | ------------- | ------ | ---------------------------------- | ----------- |
| E220 d         | 2024-     | OM654: 4-cyl radmotor DOHC | 1993 cm³      | 197 hk | Common rail turbodiesel            |             |
| E300 de        | 2024-     | OM654: 4-cyl radmotor DOHC | 1993 cm³      | 313 hk | Common rail turbodiesel + elmotor  |             |
| E450 d         | 2024-     | OM656: 6-cyl radmotor DOHC | 2989 cm³      | 367 hk | Common rail turbodiesel            |             |
| E200           | 2024-     | M254: 4-cyl radmotor DOHC  | 1999 cm³      | 204 hk | Direktinsprutning, turbo           |             |
| E350           | 2024-     | M254: 4-cyl radmotor DOHC  | 1999 cm³      | 258 hk | Direktinsprutning, turbo           | Ej i Europa |
| E300 e         | 2024-     | M254: 4-cyl radmotor DOHC  | 1999 cm³      | 313 hk | Direktinsprutning, turbo + elmotor |             |
| E400 e         | 2024-     | M254: 4-cyl radmotor DOHC  | 1999 cm³      | 381 hk | Direktinsprutning, turbo + elmotor |             |
| E450           | 2024-     | M256: 6-cyl radmotor DOHC  | 2999 cm³      | 381 hk | Direktinsprutning, turbo           | Ej i Europa |
| AMG E53 Hybrid | 2024-     | M256: 6-cyl radmotor DOHC  | 2999 cm³      | 585 hk | Direktinsprutning, turbo + elmotor |             |

## Bilder

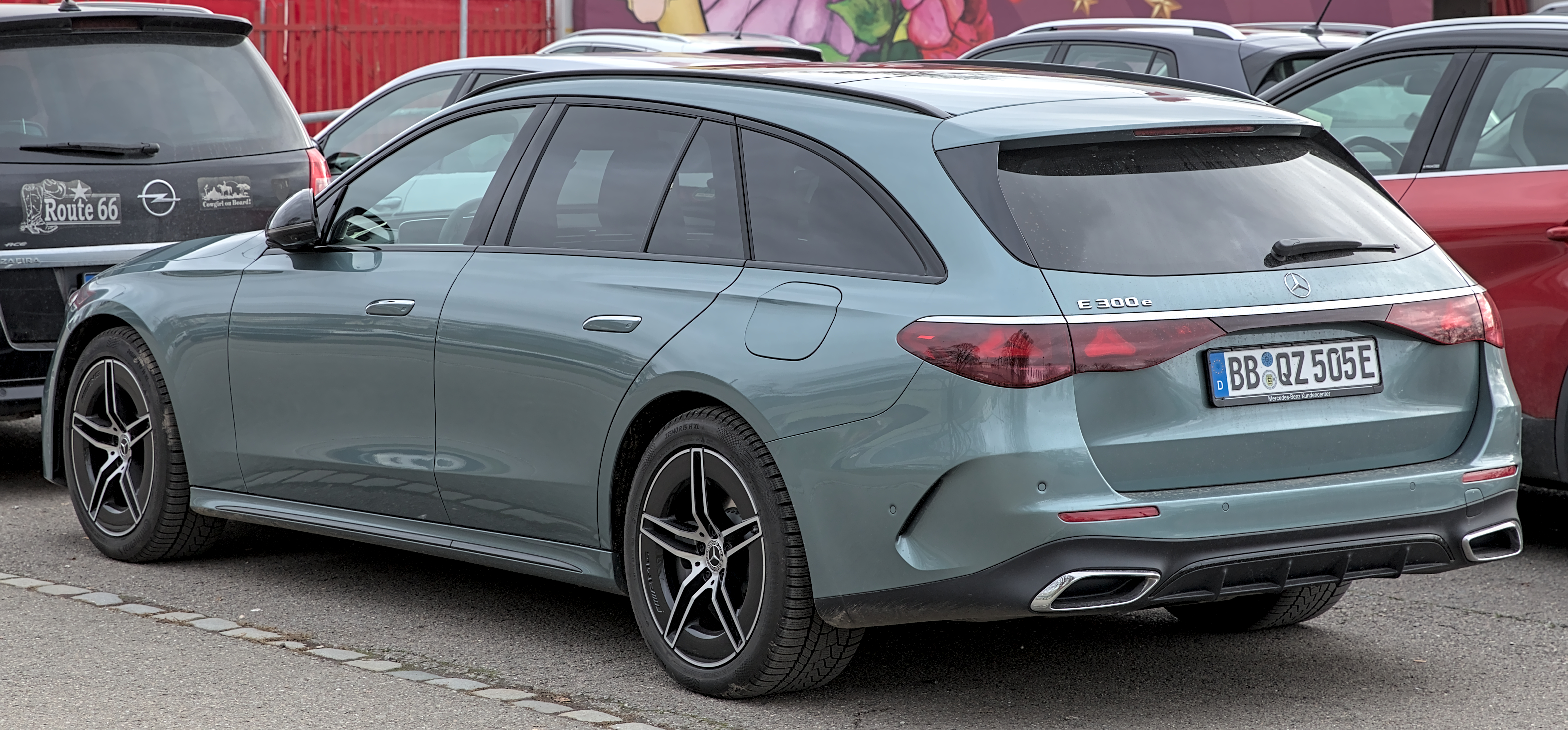
S214 kombi
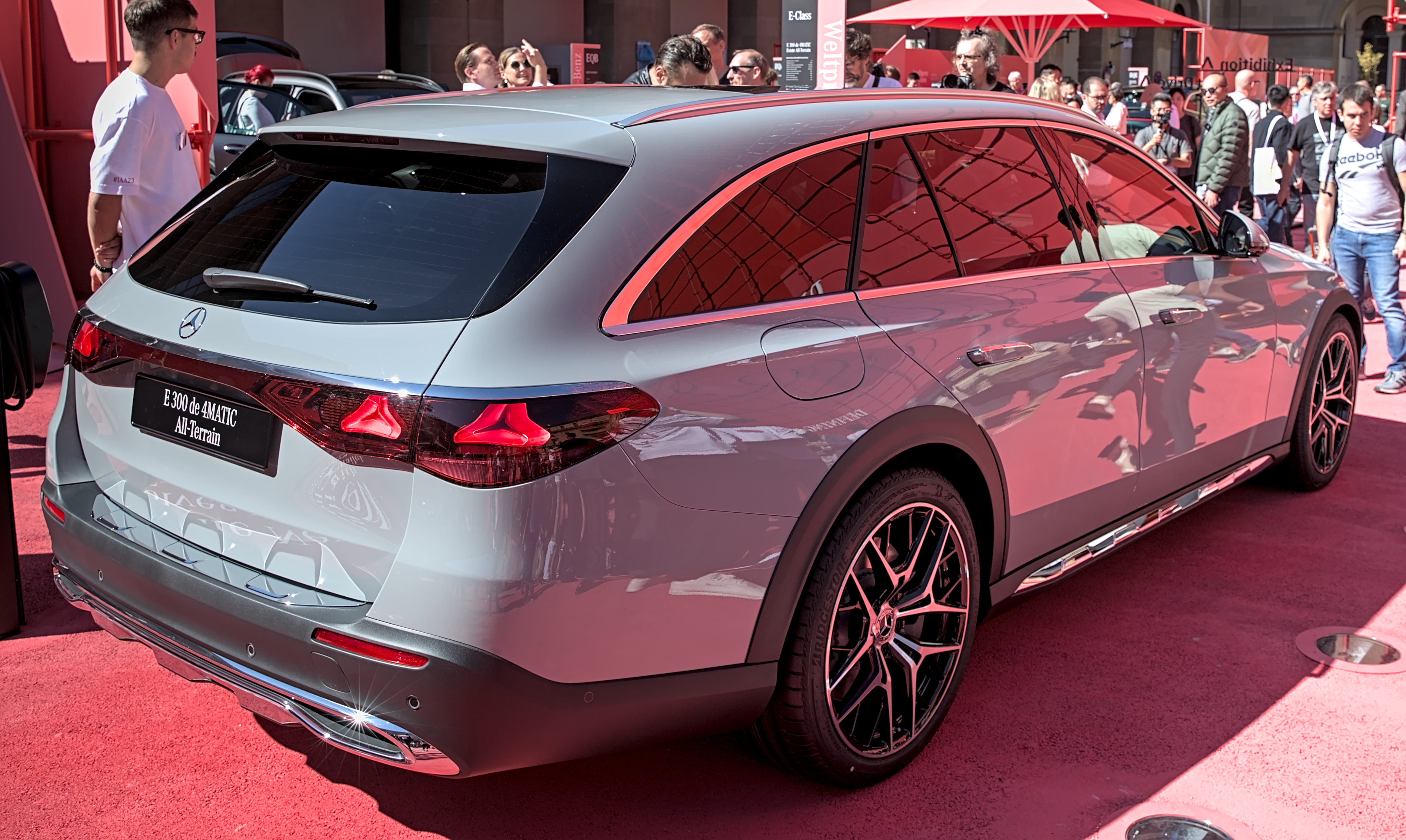
X214 All-Terrain
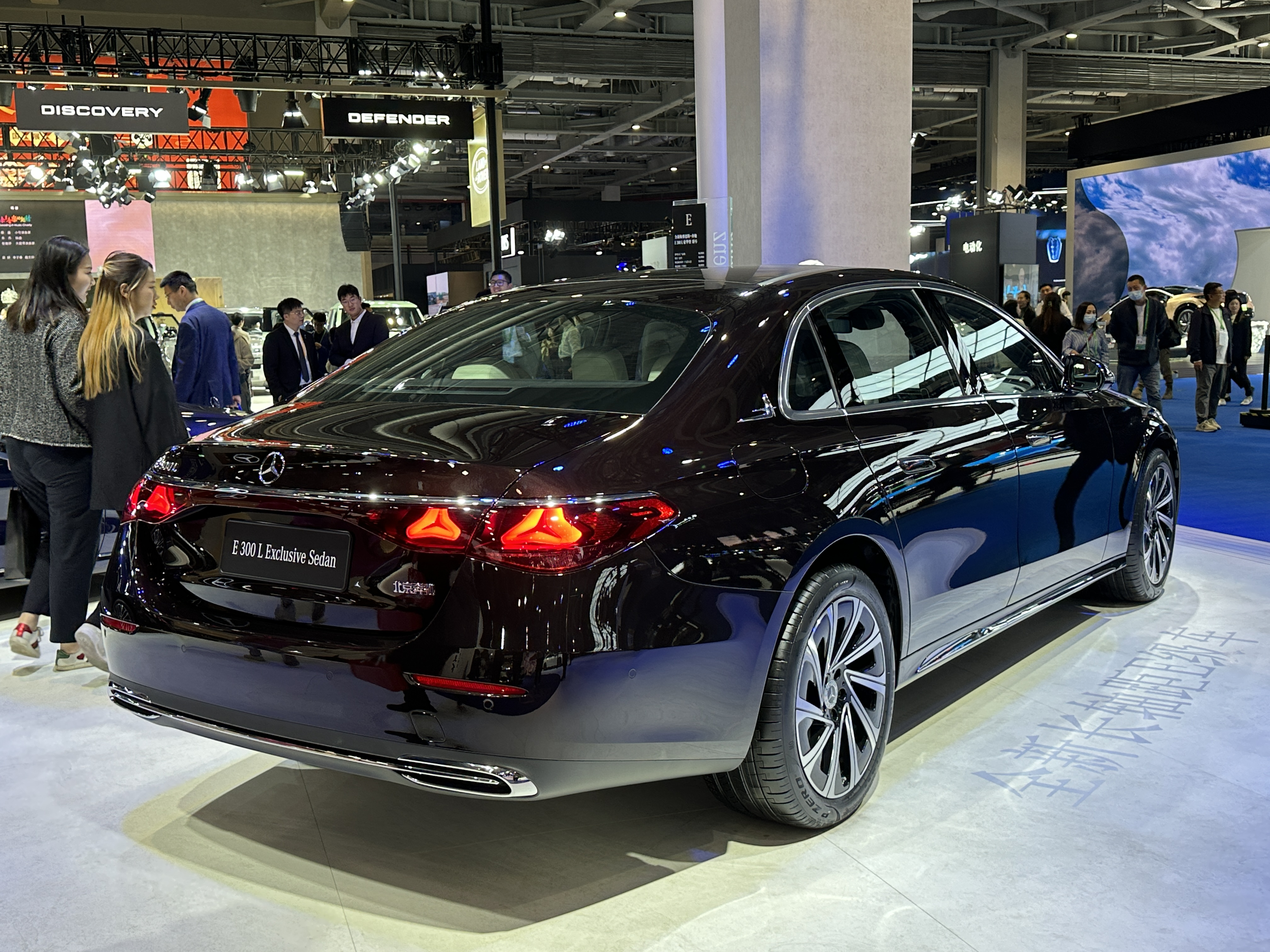
V214 lang